# Campeonato Mundial de Gimnasia Rítmica de 2003
El XXVI Campeonato Mundial de Gimnasia Rítmica se celebró en Budapest (Hungría) entre el 24 y el 28 de septiembre de 2003 bajo la organización de la Federación Internacional de Gimnasia (FIG) y la Federación Húngara de Gimnasia.

## Resultados
| Evento                            | Oro                               | Plata                                   | Bronce                             |
| --------------------------------- | --------------------------------- | --------------------------------------- | ---------------------------------- |
| Concurso completo ind.            | Alina Kabáyeva Rusia 106,475 pts. | Anna Bessonova · Ucrania · 106,150 pts. | Irina Chachina Rusia 105,775 pts.  |
| Aro                               | Anna Bessonova · Ucrania · 26,375 | Alina Kabáyeva Rusia 25,900             | Irina Chachina Rusia 25,200        |
| Pelota                            | Alina Kabáyeva Rusia 26,675       | Anna Bessonova · Ucrania · 26,550       | Ina Zhukova · Bielorrusia · 25,875 |
| Mazas                             | Anna Bessonova · Ucrania · 27,225 | Irina Chachina Rusia 27,000             | Alina Kabáyeva Rusia 26,475        |
| Cinta                             | Alina Kabáyeva Rusia 26,525       | Anna Bessonova · Ucrania · 26,375       | Elizabeth Paisieva Bulgaria 24,225 |
| Grupos concurso completo          | Rusia 50,325                      | Bulgaria 50,175                         | Bielorrusia · 46,450               |
| Grupo (5 con cinta)               | Rusia 25,200                      | Bulgaria 24,950                         | Italia · 23,550                    |
| Grupos (3 con aro + 2 con pelota) | Rusia 25,275                      | Bulgaria 25,200                         | Italia · 24,700                    |
| Concurso completo por equipos     | Rusia 255,600                     | Ucrania · 246,350                       | Bielorrusia · 240,875              |

## Medallero
| Núm. | País        | Oro | Plata | Bronce | Total |
| ---- | ----------- | --- | ----- | ------ | ----- |
| 1    | Rusia       | 7   | 2     | 3      | 12    |
| 2    | Ucrania     | 2   | 4     | 0      | 6     |
| 3    | Bulgaria    | 0   | 3     | 1      | 4     |
| 4    | Bielorrusia | 0   | 0     | 3      | 3     |
| 5    | Italia      | 0   | 0     | 2      | 2     |

- Datos: Q2315048